# Evonne Britton
Evonne Fatimah Britton (* 28. Juli 1991 in Hyattsville, Maryland) ist eine ghanaisch-US-amerikanische Leichtathletin, die sich auf den 100-Meter-Hürdenlauf spezialisiert hat und die seit April 2024 international für Ghana an den Start geht.

## Sportliche Laufbahn
Evonne Britton wurde in Maryland geboren, wuchs aber im texanischen El Paso auf. Sie absolvierte ein Studium an der Pennsylvania State University und erste internationale Erfahrungen sammelte sie im Jahr 2010, als sie bei den Juniorenweltmeisterschaften in Moncton in 57,32 s die Silbermedaille im 400-Meter-Hürdenlauf gewann und über 100 m Hürden in 13,50 s den sechsten Platz belegte. 2024 startete sie für Ghana bei den Afrikameisterschaften in Douala und belegte dort in 13,08 s den vierten Platz über 100 m Hürden.

## Persönliche Bestzeiten
- 100 m Hürden: 12,78 s (+1,2 m/s), 28. Mai 2016 in Atlanta
  - 60 m Hürden (Halle): 7,86 s, 24. Februar 2019 in New York City
- 400 m Hürden: 57,32 s, 24. Juli 2010 in Moncton